# 北京市监狱

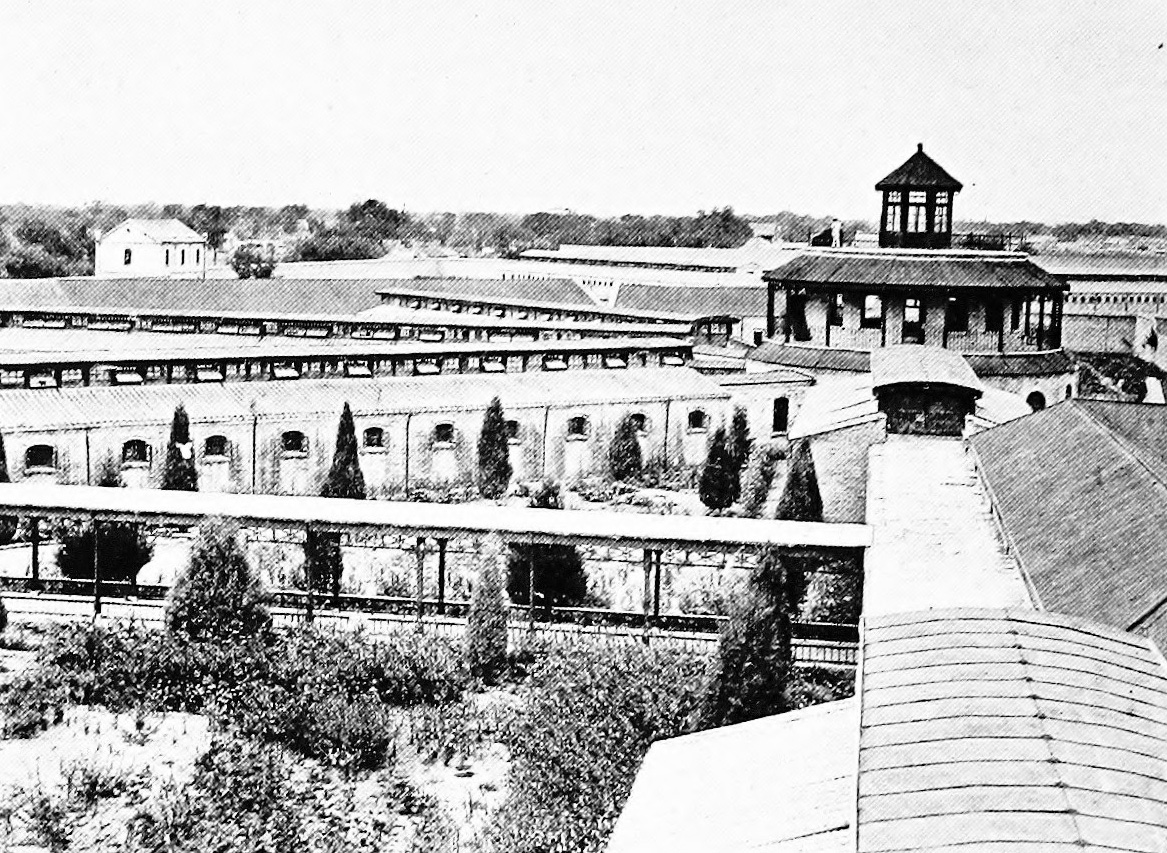
京师模范监狱（1917年到1919年之间）

北京市监狱，是中華人民共和國北京市市屬監獄之一，位于北京市大兴区团河南大楼，隶属北京市监狱管理局。北京市监狱主要承擔被判处15至20年有期徒刑的北京籍成年男性罪犯和特管罪犯的监管改造任务。1996年，該監獄被中華人民共和國司法部首批授予“部级现代化文明监狱”稱號，荣立集体一等功，同时還被命名为全国司法行政系统先进集体。該監獄亦曾接待外國和国际组织人士参观访问。

## 沿革

### 创建
北京市监狱初名京师模范监狱，由清朝法部于宣统元年闰二月初十日（1909年3月31日）奏请筹建。宣统元年十一月十五日奏设。宣统二年四月（1910年）动工。1912年11月10日投入使用，投入使用时更名为北京监狱。当时，该监狱坐落于宣武门外菜市口以南、陶然亭以西、北京外城南城墙以北的姚家井地区（现为清芷园小区）。
清朝末年，朝廷预备立宪。光绪三十年（1904年），清朝派出戴鸿慈等出使各国考察政治大臣赴日本、欧洲、美国考察政治。回国后，清朝改刑部为法部，法部设典狱司，主管全国狱政。光绪三十年之后，在京师法律学堂设监狱专修科，培养监狱专门人才，聘日本法学博士小河滋次郎任教授并草拟监狱律法。
修订法律大臣沈家本主张建立新式监狱，并与法部尚书戴鸿慈就监狱改良、建新式监狱的问题多次进行讨论。法部尚书戴鸿慈奏设京师模范监狱，并通令各省一律筹办新式监狱。
在此之前，中国部分省份的省城已经建立了模范监狱，比如湖北省、云南省、奉天省的省模范监狱已经先行试办，故法部在奏请建立京师模范监狱时称：“京城设立新监狱尤模范中之模范，其规模不可不宽博，其教养不可不完全”、京城为“五方之荟萃”，“观瞻范围视省城为倍宏”。法部选定八旗镶蓝旗校练场为京师模范监狱的狱址，位置即南下洼姚家井。
建设京师模范监狱计划用银19万两，于宣统二年（1910年）4月开工。日本监狱学家小河滋次郎设计规划了监狱的建筑，工程由恒源、广恒等10家公司承建。首期工程占地为南北300米，东西270米，折合123亩。
监狱坐西朝东，依次分为三个区。前区（东部）包括大门、传达室、接待室等；中区是办公楼及附属用房，后区（西部）是监区。监区的监舍分南、北两监，平行排列，每监各有5幢监房，均为扇形展开。在扇柄之处建有一座二层瞭望楼，可同时监控各栋监房，瞭望楼的楼顶为瞭望台，中间二层为教诲堂，一层设有惩训室。
因辛亥革命爆发，清朝灭亡，该监狱草草完工。民国元年（1912年）5月28日，中华民国政府司法部派吴承仕接收该监狱，此时该监狱幼年监的一段墙已坍塌。整个工程已经付银17万两，尚有28000多两的缺口。监狱的甬道及狱吏的厕所等设施尚未建设。同年8月13日，派王元增筹办，8月18日招考看守，11月10日监狱正式启用。

### 扩建
1912年11月9日，该监狱开始收押犯人。收押的第一位犯人名叫张文达（大兴县人），被判处无期徒刑。起初，该监狱只有南、北两个监区共10栋监舍，最多可容纳500人，收押对象为被判处有期徒刑、无期徒刑、死刑、拘役的18岁以上男犯；另外还有被判处罚金而无力交纳者，入狱服刑，以劳役抵罚金。1913年12月，由于犯人增多，开始按照拘役监、徒刑监的分类安置犯人。
该监狱启用之后，陆续进行了扩建工程。1914年，在东、中区的南部，增设了女监。女监建成后，开始收押女犯，女监监舍最多可容纳150人。1916年，在北围墙以外的附地和新购民地，扩建了新北监。1919年，新北监建成。到1919年，该监狱的格局基本定型。当时，该监狱设有5个监区，共594间监房，其中有351间杂居房，243间独居房，可关押男女犯人共1000余人。这一规模一直保持至1948年。此外，该监狱还设有供犯人劳役作业的工厂，还有教诲室、图书实验室、饮食用房等。当时西方的监狱学者考察该监狱后，认为该监狱是中国依照世界最高水平兴建的现代化监狱之一。
1913年，该监狱根据中华民国政府《监狱规则》的规定，为符合假释条件的罪犯办理假释出狱。第一位获假释出狱的犯人名叫贾万和，在清朝光绪二十八年（1902年）因犯强盗罪被判“斩监候”，后因检举有功，秋审缓决改为发遣。后来又因刑制改革，新刑律施行，改判有期徒刑12年。1913年初，该监狱鉴于其表现良好，有悔改实据，据《暂行新刑律》与《监狱规则》之规定，向司法部呈报假释。司法部于1913年3月以253号令核准其出狱。保护管束机关为贾万和的居住地：宛平县西郊第四区自治会。贾万和是北京乃至中国服刑犯人中，第一位假释出狱者。1914年4月，该监狱派教诲师赴贾万和的居住地宛平县龚村了解其假释后表现，了解到贾万和假释之后表现良好，将在监狱中学习的做鞋手艺传给了儿子和弟弟，全家人以此为生，无违法行为。
1914年2月，该监狱又为犯人李万福办理了假释出狱，这是第二位获得假释的犯人。李万福是奉天省锦县人，清朝光绪三十二年（1906年）因犯强盗罪而监禁在刑部监狱，中华民国成立后被判有期徒刑12年。由于刑期执行了二分之一以上（从羁押日起算），确有悔改表现，经过司法部399号令批准假释。假释后，由于无稳妥保人，乃被荐至宛平监狱（即日后的京师第二监狱）当教犯人劳动技术的工师，委托宛平监狱对李万福监督使用。

### 演变
该监狱自筹建以来，历经11次更名，17次变更隶属单位。该监狱最早名为“京师模范监狱”。民国元年（1912年）5月28日，司法部派员验收，改称“北京监狱”。1914年10月，北京监狱改称“京师第一监狱”，仍隶属司法部。1928年，京师第一监狱更名为“河北第一监狱”，隶属河北高等法院。抗日战争爆发后，日本控制下的中华民国临时政府接管河北第一监狱，并改称“北京第一监狱”。抗日战争结束后，国民政府接收该监狱，复名“河北第一监狱”，仍隶属河北高等法院。1948年，该监狱奉令更名为“河北北平第一监狱”。1949年2月7日，该监狱被华北人民政府和中国人民解放军北平市军事管制委员会接收，同年4月14日更名为“华北第一监狱”。1949年12月，华北第一监狱更名为“北京市人民法院监狱”。1950年7月1日，移交北京市公安局管训处管辖。1950年7月，更名为“北京市监狱”。1953年，该监狱被评为华北地区第一模范单位。
该监狱收押的犯人以被判刑的普通刑事犯为主，但特殊情况下也收押未决犯或者其他犯人。1922年，关押在哈尔滨的60名俄罗斯犯人被移交给中国政府。中华民国司法部将这些犯人交给该监狱关押，使该监狱成为中国第一所关押外籍犯人的监狱。
1927年7月9日大赦之后，北京监狱的在押犯大部分获得赦免，大赦后仅余184人。1928年《监狱报告》载，“部颁罪犯减刑办法，当将第一审判决应予减刑人犯田培生等八十六名，第二审宋庆元等十名，分别造册，报请高地检察处核办。其中减刑即刑期满人犯，并请提前办理。此项减刑案件，旋经法院办理完毕。”
1930年代，社会学家严景耀曾经到北平第一监狱当志愿 “罪犯”，对罪犯进行参与观察。
自1930年代起，军事单位在该监狱寄押犯人。1935年的年终报告称，该监狱实有犯人860名，另有外军事机关犯人13名。日军占领时期，该监狱的部分监舍被充作“外寄人员临时收容所”，华北日军宪兵司令部、治安军101集团军、治安总署军审处等单位均曾在该监狱关押过他们管理的犯人。1937年至1940年，该监狱还关押过中国共产党党员及抗日人士。
1945年7月9日，日军北京陆军联络部部长山田英男致函华北政务委员会，借用北京监狱一部，充作日军刑务所，日本驻华大使馆也有致函。1945年7月14日，司法行政部华北事务署密令准予借给。
1946年4月下旬，该监狱开始收押未决汉奸，先后共收押了549名。到1946年底，该监狱有未决男汉奸377名，已决35名；未决女汉奸3名。其中包括华北政务委员会委员长王揖唐，1945年12月6日被捕，1948年9月10日在该监狱被处决。1948年3月25日晨，女汉奸川岛芳子，在时称“河北第一监狱”的该监狱内被执行死刑。
1947年1月1日，为了庆祝抗日战争胜利与国民大会召开，国民政府颁布《罪犯赦免减刑令》，规定罪犯在中华民国三十五年（1946年）十二月三十一日前，其最重本刑为无期徒刑以上者，死刑减为有期徒刑15年，无期徒刑减为有期徒刑10年；最重本刑为有期徒刑以下者，均予赦免。但战争罪犯、杀直系血亲、尊亲者，还有《惩治汉奸条例》和《惩治贪污条例》规定的罪犯，不予赦免。为配合实施《罪犯赦免减刑令》，司法行政部制定《罪犯核准开释程序》。当时，该监狱合乎赦免条件者共有男女160名，于1947年1月25日释放。
1994年11月8日，按照北京市人民政府的整体规划，经中华人民共和国司法部同意，位于姚家井（当时门牌号为北京市宣武区陶然亭街道育新街47号）的北京市监狱迁至原北京市收容所（1982年4月建成），地址为北京市大兴区沐新路。原位于姚家井的旧监狱停用，随后遭拆除。1997年5月，位于大兴区的北京市监狱重新对外开放，接待参观。
2004年，北京市第一监狱附近新建死刑注射室，总建筑面积2000平方米，包括行刑室、受刑室和法庭等，预计投资650万元人民币，并于2009年左右投用。
2013年12月28日，全国人大常委会通过《关于废止有关劳动教养法律规定的决定》，废止劳动教养制度。此后，全国350多个劳教场所全部摘牌转型。2014年5月6日，北京市人民政府正式下发文件，决定将北京市劳动教养工作管理局调整为北京市教育矫治局，为北京市人民政府部门管理机构，由北京市司法局管理。该文件下发前后，北京市劳动教养工作管理局下辖的7处劳教所，有的转为监狱，有的转为强制隔离戒毒所，其中的团河劳教所改为“北京市监狱团河二监区”。

## 医疗及服务设施
该监狱设有监狱医院——北京市监狱医院。

## 著名囚犯
该监狱在中华人民共和国成立前关押过1万余名犯人。1950年至2010年，该监狱累计收押罪犯5.8万人。在该监狱关押过的著名囚犯有：
- 王揖唐
- 川岛芳子
- 臧天朔[14]
- 胡佳[15]